# Asesinato de la familia Cowden
Richard Cowden (nacido el 9 de octubre de 1946), su esposa Belinda June Cowden (nacida el 24 de mayo de 1952), y sus hijos, David James Phillips (nacido el 30 de junio de 1969) y Melissa Dawn Cowden (nacida el 19 de marzo de 1974) desaparecieron de su campamento en las montañas Siskiyou cerca de Carberry Creek, Copper, Oregón, el 1 de septiembre de 1974.
Siete meses más tarde, en abril de 1975, sus cuerpos fueron descubiertos aproximadamente a 7 millas (11 km.) del camping. Si bien la Policía sospecha del asesino convicto Dwain Lee Little como autor de los asesinatos, el caso permanece sin resolver. La desaparición de la familia provocó uno de los mayores operativos de búsqueda en la historia de Oregón, y sus asesinatos han sido descritos como uno de los más "inquietantes y desconcertantes" misterios de la historia del estado.
La desaparición de la familia recibió en la época atención a nivel nacional, y el crimen apareció en numerosos medios de comunicación como el New York Post y otros. Sus asesinatos fueron también el tema de un capítulo en el libro But I Trusted You (2009) de la escritora sobre crímenes reales Ann Rule.

## De fondo

### Familia Cowden
Richard Cowden (28), su mujer Belinda (22), y sus hijos David (5) y Melissa (5 meses) residían en White City, Oregón. Richard mantenía a su familia trabajando como camionero, conduciendo camiones que transportaban troncos.

### Con anterioridad a la desaparición
La familia hizo planes de último minuto para acampar cerca de Carberry Creek en Copper, Oregón, para el fin de semana del Día del Trabajo de 1974. A los Cowden les encantaba ir de acampada; aunque en principio Richard había decidido trabajar los dos días en casa llevando grava para alisar el camino de entrada, el camión se averió y cambió de opinión en el último momento. El 30 de agosto, la familia, junto con su mascota, un basset hound llamado Droopy, llegaron a una zona de acampada cerca de Carberry Creek, una área que frecuentaban habitualmente. Aparcaron su camioneta Ford de 1956 en la carretera hacia el pueblo, a escasa distancia del camping.

## Desaparición

### 1 de septiembre de 1974
El 1 de septiembre de 1974, Richard Cowden y su hijo, David, llegaron a la Copper General Store aproximadamente a las 9:00 a. m., donde Richard compró leche. Los dos se fueron de la tienda a pie, caminando hacia el camping. Este fue el último avistamiento de algún miembro de la familia vivo.
La tarde del mismo día, la madre de Belinda, que vivía a menos de un kilómetro del camping, esperaba que la familia viniera a cenar de camino a casa. Al ver que no llegaban, fue hasta el campamento cerca del arroyo, pero no encontró a nadie; sin embargo sus pertenencias estaban allí: en el suelo había una tina de plástico con agua fría, mientras las llaves de la camioneta y el bolso de Belinda estaban a la vista sobre una mesa de pícnic. Una bolsa de pañales así como una estufa de campamento, todavía ensamblada, también se veían, así como el brick de leche que Richard había comprado por la mañana, encima de la mesa medio lleno.
Incapaz de localizar a su hija, yerno y nietos, la madre de Belinda entró en pánico cuando notó que varios artículos de Richard estaban en el suelo: estos incluían un costoso reloj de pulsera y su billetera, que contenía veinte dólares; también encontró un paquete abierto de cigarrillos, de la marca que sabía que Belinda fumaba. La camioneta de la familia, aparcada en el camino, contenía su ropa, y solo faltaban los trajes de baño.
La madre de Belinda dejó el campamento para notificar a la policía, luego de lo cual el sheriff, una cuadrilla, y la Oficina del Distrito 3 de la Policía Estatal de Oregón llegaron a la escena. El teniente Mark Kezar quien dirigió el caso, más tarde declararía que la investigación se vio "retrasada quizás un día" debido a la carencia de cualquier indicio de que algo violento pudiera haber ocurrido en el camping. Uno de los buscadores estatales, el agente Erickson, recordó: "Aquel campamento era espeluznante; incluso la leche estaba todavía en la mesa". Temiendo que la familia hubiera ido a nadar y sufrido un percance, se rastreó el arroyo, sin hallar ningún cuerpo.
A la mañana siguiente, el basset hound de los Cowden, Droopy, fue encontrado ileso rascando en la puerta de la Copper General Store.

### Esfuerzos de búsqueda
La investigación de búsqueda de la joven familia Cowden fue una de las más grandes en la historia de Oregón, e incluyó asistencia de la policía estatal y local, numerosos voluntarios, exploradores Scouts, el Servicio Forestal de los Estados Unidos, y la Guardia Nacional de Oregón. El Servicio Forestal rastreó en las 25 millas (40 km.) de carreteras y pistas forestales que rodeaban el camping, y helicópteros y aviones volaron sobre el área equipados con cámaras infrarrojas, que podían detectar terreno recientemente removido. A pesar de los masivos esfuerzos de búsqueda, la Policía fue incapaz de encontrar ninguna evidencia de un delito.
La Policía Estatal y la Policía del Condado de Jackson realizaron entrevistas a 150 individuos en su investigación inicial de la desaparición de la familia. Una recompensa de dos mil dólares fue ofrecida a cambio de información al respecto. Con la inminente llegada de la temporada de caza, la hermana de Richard Cowden escribió una carta al Medford Mail Tribune, pidiendo a los cazadores estar alerta a "cualquier cosa que pudiera ser conectada con un hombre, mujer, niño de cinco años, o una bebé de cinco meses. Aunque tratamos de no dejar que nuestras esperanzas de encontrarles vivos disminuyan, les pedimos que incluso comprueben las pilas de tierra aparentemente recientemente removida. Verdaderamente apreciaremos cualquier pista o ayuda que algún cazador pueda encontrar."
Más de doscientos ciudadanos escribieron al entonces senador de Oregón Mark Hatfield pidiendo que la Agencia Federal de Investigación empezara a encargarse del caso. La petición, sin embargo, fue denegada debido a que no había "ninguna evidencia de que los Cowden hubieran sido secuestrados o llevados a través de las fronteras estatales." Por entonces, había un total de ocho mujeres reportadas como desaparecidas en Washington y Oregón, y la policía intentó buscar una conexión entre estas desapariciones y la de los Cowden (Más tarde, sin embargo, estas ocho desapariciones de mujeres fueron vinculadas al asesino en serie Ted Bundy).

### Descubrimiento de los cuerpos
El 12 de abril de 1975, dos buscadores de oro de Forest Grove, Oregón, iban de excursión por el bosque cerca de Carberry Creek cuando descubrieron el cuerpo descompuesto de un varón adulto atado a un árbol en una ladera empinada. En una pequeña cueva cercana, fueron luego descubiertos los cuerpos de una mujer adulta, un niño pequeño, y un bebé. La identificación positiva de los cuerpos como los de la familia Cowden fue hecha mediante los registros dentales. La ubicación donde los cuerpos fueron descubiertos estaba aproximadamente a 7 millas (11 km.) del campamento de la familia.
Las autopsias revelaron que Belinda y David habían muerto a raíz de varias heridas de bala del calibre .22 y Melissa de cinco meses había muerto por un grave traumatismo cranencefálico. La Policía sospechó que Richard Cowden murió en el sitio donde su cuerpo fue encontrado, pero debido a lo avanzado de la descomposición no se pudo determinar la causa de muerte. Los detectives policiales suponían que Belinda y los dos niños podrían haber sido asesinados en otro lugar y posteriormente ocultados en la cueva. La policía buscó en el área circundante el arma del crimen, pero no se encontró nada.

## Investigación
Las entrevistas se dirigieron a las numerosas personas que habían estado en el camping el 1 de septiembre. Una familia de Los Ángeles había llegado al camping a las cinco de la tarde de aquel día. Mientras caminaban por el parque al anochecer, vieron a dos hombres y una mujer estacionarse cerca en una camioneta; el padre recordó: "Actuaron como si esperaran que nos fuéramos, y francamente, nos pusieron nerviosos— así que seguimos adelante."
Basándose en la ubicación de los cuerpos de Belinda y los niños dentro de la cueva, el teniente Kezar sospechó que la persona responsable era un residente local que conocía el área y era consciente de la existencia de esa cueva. Después de que los restos de la familia fueron recuperados, un residente de Grants Pass que había ayudado como voluntario en la búsqueda dijo a la policía que en septiembre había buscado en la cueva donde Belinda y los niños fueron encontrados, y que no estaban allí en aquel momento. Para confirmar que se refería a la misma cueva, la policía pidió al hombre que les llevara a la cueva donde había buscado; era la misma donde los cuerpos habían sido descubiertos.

### Sospechosos
La Policía consideró a Dwain Lee Little de Ruch, y de 25 años en el tiempo de la desaparición de la familia, un sospechoso en sus asesinatos. Little había sido puesto en libertad condicional de la Penitenciaría Estatal de Oregón en Salem el 24 de mayo de 1974, tres meses antes de la desaparición de los Cowden. A los 16 años, en 1964, había violado y asesinado a la adolescente Orla Fay Fipps, su vecina de la misma edad. La Policía Estatal pudo determinar que Little había estado en Copper el fin de semana del Día del Trabajo en el tiempo aproximado en que la familia Cowden desapareció.
La novia de Little le había dicho a la policía que le había visto con una pistola calibre .22 durante la Navidad de 1974; el 12 de enero de 1975, su libertad condicional fue revocada después del informe a la policía sobre su posesión de un arma de fuego. Little volvió a salir en libertad condicional el 26 de abril de 1977. El 2 de junio de 1980, Little recogió a una joven de 23 años embarazada llamada Margie Hunter, cuyo coche se había averiado cerca de Portland, Oregón, y la golpeó y violó. Hunter y su hijo nonato sobrevivieron, y Little fue juzgado y condenado por intento de homicidio y sentenciado a tres cadenas perpetuas consecutivas.
La policía más tarde sospechó que los dos hombres y la mujer en una camioneta informados por la familia de Los Ángeles en el camping eran de hecho Little y sus padres, con su camioneta coincidiendo con la descripción proporcionada por la familia. Little y sus padres negaron cualquier conocimiento de la desaparición de los Cowden; sin embargo, un minero que poseía una cabaña cerca reclamó que Little y sus padres habían parado el lunes, 2 de septiembre de 1974, y firmado en un libro de visitas que tenía para los visitantes.
Rusty Kelly, un recluso que una vez compartió celda con él, más tarde reclamaría que Little le confesó los asesinatos de los Cowden. A pesar de la "voluminosa" evidencia circunstancial, Little nunca ha sido acusado de los asesinatos de la familia Cowden.